# Сихендж
Сихендж (англ. Seahenge) или Остров I (англ. Holme I) — памятник бронзового века, открытый в 1998 году у побережья английского графства Норфолк в результате бури, обнажившей ранее скрытую под илом деревянную конструкцию — круг из 55 деревянных столбов (в древности намного более высоких) с большим дубовым пнём посредине. Дубовые столбы датируются XXI в. до н. э.
Назван по аналогии со Стоунхенджем.
В 1999 году фонд «Английское наследие» организовал транспортировку деревянных столбов во Флэг-Фен около Питерборо (в 80 км от первоначального местонахождения), где они подверглись погружению в восковую эмульсию с целью вытеснения остатков влаги. Затем столбы перевезли в Портсмут, где морские археологи провели их обследование и завершили работы по консервации. В дальнейшем столбы вновь были перевезены в место оригинального местонахождения и открыты для публичного доступа в апреле 2008 года.
В нескольких сотнях метров от Сихенджа было обнаружено второе кольцо аналогичного назначения, однако более древнее — сооружённое около XXV в. до н. э. Данный памятник до настоящего времени не подвергался консервации.